# Dolomit, zugeschnitten

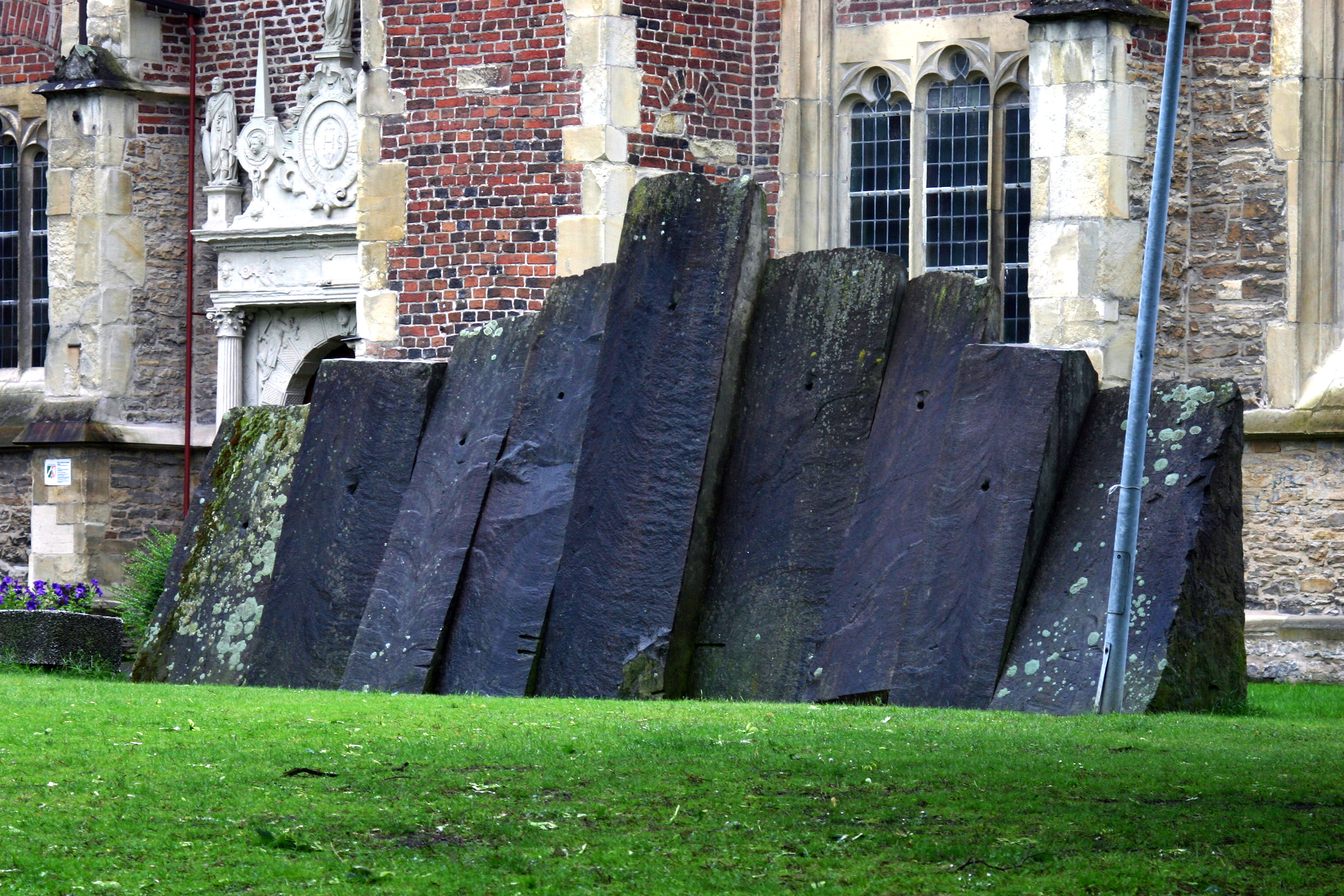
Ulrich Rückriem: Dolomit, zugeschnitten

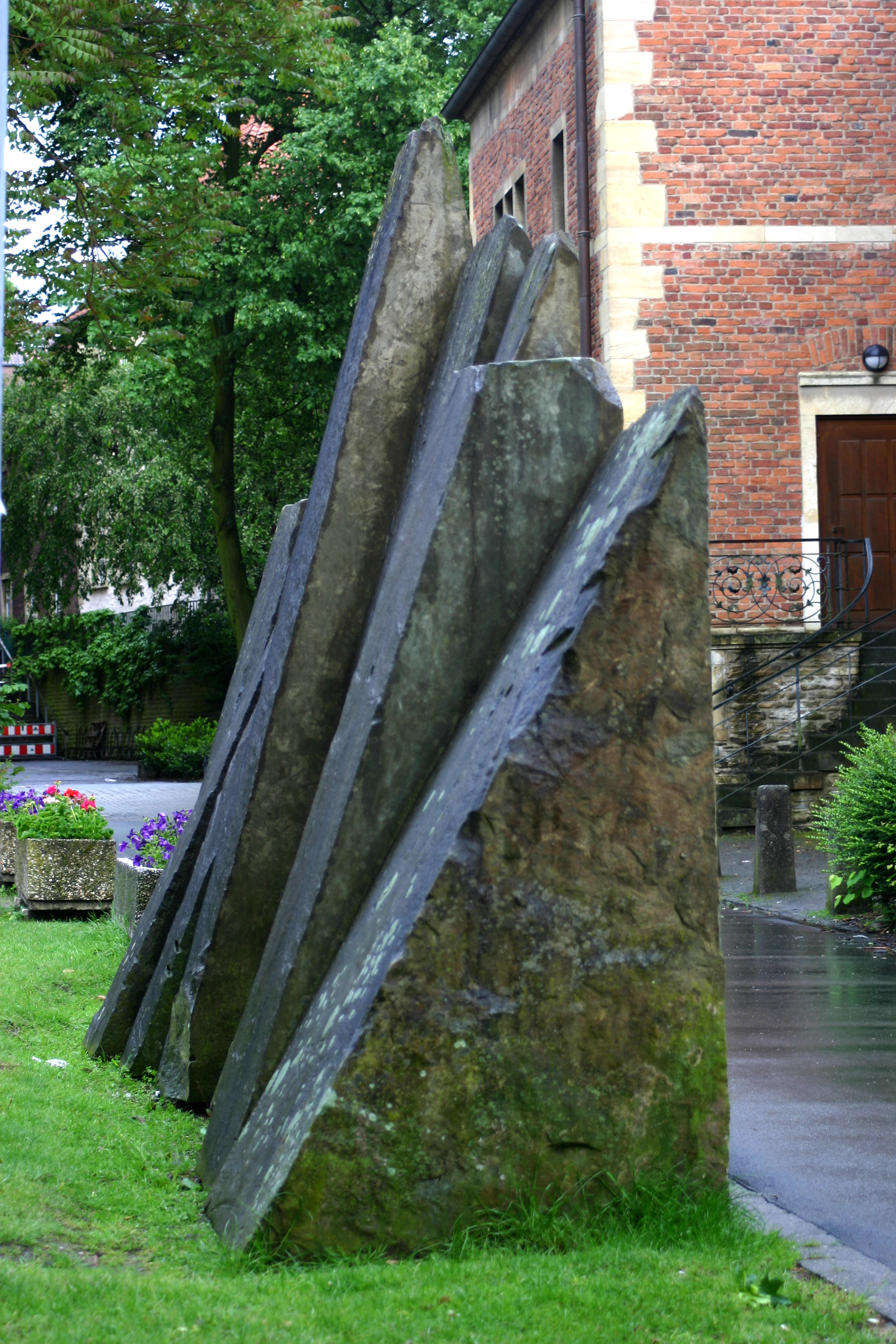
Seitenansicht

Dolomit, zugeschnitten ist der Name einer Skulptur des Künstlers Ulrich Rückriem, die für die erste Skulptur.Projekte geschaffen wurde, die vom 3. Juli bis zum 13. November 1977 im westfälischen Münster ausgerichtet wurde. Sie begrenzt den sogenannten Jesuitengang neben der Petrikirche, die nah zum Domplatz in einem zur Universität Münster gehörenden Park zwischen Fürstenberghaus, juristischer und katholisch-theologischer Fakultät, an der Münsterschen Aa liegt.

## Skulptur
Die Skulptur besteht aus neun keilförmig zugeschnittenen Steinrohlingen aus Anröchter Dolomit, die im Anröchter Natursteinbetrieb Schulte bearbeitet wurden. Bei diesem Gestein handelt es sich streng genommen nicht um ein Dolomitgestein, sondern um einen sedimentären Kalkstein aus dem Turon (Oberkreide), der vergleichsweise witterungsanfällig ist. Die dem Fußweg entlang aufgereihten Steine erreichen eine Höhe bis 3,3 Meter. Ihre Reihenfolge im Kunstwerk entspricht nicht der ursprünglichen Abfolge im Steinbruch. Die Tiefe der Skulptur liegt bei 1,2 Meter.
Die 7,2 Meter lange Skulptur weist auf der Innenseite zum Weg eine senkrechte, glatte Wand auf, die Außenseite ist abgeschrägt und naturbelassen. Die Form greift damit die Strebepfeiler der gegenüberliegenden Kirchenwand auf. Zur Kirche hin wird ein quadratischer Raum eingeschlossen, so dass sich der Betrachter gleichsam „eingekeilt“ fühlt.

## Kritik
An Rückriems Kunstwerk entzündete sich im Vorfeld der Skulptur.Projekte 1977 harsche Kritik. Ausgelöst wurde diese durch einen Leserbrief Josef Piepers. Der christliche Philosoph äußerte sich dahingehend, dass ihm noch niemand begegnet sei, „der DAS(!) als Kunstwerk bezeichnet hätte“. Rückriem fühlte sich verletzt ob des Umfangs der Ablehnung und der Aggressivität, die ihm und seinem Werk entgegenschlug. Er drohte, die Steine abzuziehen.

## Hintergrund
Rückriems Dolomit war die erste Arbeit, die für die Skulptur.Projekte Münster 1977 fertiggestellt wurde. Der Künstler beziffert seine Einnahmen im Zusammenhang mit der Herstellung und dem Aufstellen der Skulptur auf 3.000 DM für eineinhalb Jahre Arbeit. Die Skulptur.Projekte finden seit 1977 im Zehnjahresrhythmus in Münster statt.
Nach dem Ende der Ausstellung fand sich zunächst kein Käufer für den Dolomit. Als ein Spendenaufruf des Kunstvereins nur gut zehn Prozent der erforderlichen 70.000 DM erbrachte, wurden die Steine im Januar 1981 abgebaut. Zur Skulptur.Projekte 1987 kehrten sie an ihren ursprünglichen Standort zurück. Die Skulptur befindet sich heute im Eigentum der Stadt Münster.